# Luigi Vannicelli Casoni
Luigi Vannicelli Casoni ( Amelia , Úmbria , 16 de abril de 1801 – Roma , 21 de abril de 1877 ) foi um cardeal italiano e arcebispo de Ferrara .

## vida
Ele era o mais velho dos dois filhos do conde Giovanni Vannicelli e da condessa Maria Casoni. Antes dele vieram dois cardeais, Lorenzo Casoni e Filippo Casoni, da família de sua mãe . Luigi Vannicelli Casoni recebeu sua primeira formação no seminário de Terni e depois foi para Roma estudar filosofia e teologia. Ele acompanhou o cardeal Francesco Serlupi como conclave no conclave de 1823 . Em 1824 entrou ao serviço da Cúria e foi ordenado sacerdote a 18 de dezembro de 1829 . Foi então relator da Congregação para a Administração de Bens e escrivão dos Tribunais de JustiçaAssinatura Apostólica . Em 1834 reuniu-se como Consultor da Congregação para Bispos e Regulares . Em 8 de fevereiro de 1838, tornou-se Protonotário Apostólico . Depois de vários cargos como legado , a partir de 13 de setembro de 1838, foi governador de Roma, pró - camerlengo da Santa Igreja Romana e diretor geral da polícia, cargo que ocupou até sua elevação ao posto de cardeal.
Papa Gregório XVI elevou-o in pectore a cardeal no consistório de 23 de dezembro de 1839 , o que foi tornado público em 24 de janeiro de 1842. Luigi Vannicelli Casoni recebeu o gorro vermelho e a igreja titular de San Callisto em 27 de janeiro de 1842. Participou do conclave de 1846 do qual Pio IX. emergiu como papa. Em 4 de outubro de 1847, optou pela igreja titular de Santa Prassede . Juntamente com os cardeais Gabrielle della Genga Sermattei e Lodovico Altieri , ele formou o triunvirato que governou Roma de 1º de julho de 1849 a abril de 1850.
Em 20 de maio de 1850, Luigi Vannicelli Casoni foi nomeado por Pio IX. nomeado arcebispo de Ferrara. A consagração episcopal ocorreu em 26 de maio do mesmo ano na Capela Sistina pelo próprio Papa; Co-consagradores foram o Arcebispo Domenico Lucciardi , Secretário da Congregação para Bispos e Regulares, e Dom Giuseppe Maria Castellani OESA , Pontifício Sacristão . Luigi Vannicelli Casoni participou do Concílio Vaticano I de 1869 a 1870 como Padre Conciliar. Ele foi Pro -Datar de Sua Santidade de 8 de novembro de 1870 até sua morte .
Ele morreu de febre com dificuldade para respirar e foi enterrado na igreja romana de Santi Vincenzo ed Anastasia alle Tre Fontane .

## Link Externo
- Vannicelli Casoni, Luigi
- catholic-hierarchy.org